# Patinação de velocidade em pista curta nos Jogos Olímpicos de Inverno de 2014 - 500 m feminino
As competições de 500 m feminino da patinação de velocidade nos Jogos Olímpicos de Inverno de 2014 foram disputadas no Palácio de Patinação Iceberg em Sóchi, nos dias 10 e 13 de fevereiro de 2014.

## Medalhistas
| Ouro   | CHN Li Jianrou      |
| Prata  | ITA Arianna Fontana |
| Bronze | KOR Park Seung-hi   |

## Resultados

### Preliminares

#### Eliminatórias
Q — qualificada para as semifinais
ADV — avançou
PEN — pênalti
YC — cartão amarelo
| Pos. | Bateria | Atleta                   | Tempo    | Notas |
| ---- | ------- | ------------------------ | -------- | ----- |
| 1    | 1       | CHN Liu Qiuhong          | 43.542   | Q     |
| 2    | 1       | KOR Kim A-Lang           | 43.919   | Q     |
| 3    | 1       | NED Lara van Ruijven     | 44.023   |       |
|      | 1       | RUS Tatiana Borodulina   |          | PEN   |
| 1    | 2       | GBR Elise Christie       | 44.775   | Q     |
| 2    | 2       | RUS Sofia Prosvirnova    | 44.940   | Q     |
| 3    | 2       | JPN Yui Sakai            | 45.051   |       |
| 4    | 2       | HUN Andrea Keszler       | 45.215   |       |
| 1    | 3       | NED Jorien ter Mors      | 44.262   | Q     |
| 2    | 3       | GBR Charlotte Gilmartin  | 44.440   | Q     |
| 3    | 3       | ITA Martina Valcepina    | 44.493   |       |
| 4    | 3       | JPN Biba Sakurai         | 44.628   |       |
| 1    | 4       | KOR Park Seung-Hi        | 44.180   | Q     |
| 2    | 4       | USA Emily Scott          | 45.210   | Q     |
| 3    | 4       | LTU Agnė Sereikaitė      | 45.356   |       |
| 4    | 4       | FRA Véronique Pierron    | 1:12.278 |       |
| 1    | 5       | CAN Marianne St-Gelais   | 43.729   | Q     |
| 2    | 5       | NED Yara van Kerkhof     | 44.044   | Q     |
| 3    | 5       | JPN Ayuko Ito            | 44.174   |       |
| 4    | 5       | KAZ Inna Simonova        | 44.387   |       |
| 1    | 6       | ITA Arianna Fontana      | 43.568   | Q     |
| 2    | 6       | CHN Li Jianrou           | 43.633   | Q     |
| 3    | 6       | POL Patrycja Maliszewska | 44.154   |       |
|      | 6       | USA Alyson Dudek         |          | PEN   |
| 1    | 7       | CHN Fan Kexin            | 43.356   | Q     |
| 2    | 7       | CAN Jessica Hewitt       | 43.447   | Q     |
| 3    | 7       | RUS Valeriya Reznik      | 45.349   |       |
| 4    | 7       | USA Jessica Smith        | 1:13.344 |       |
| 1    | 8       | CAN Valérie Maltais      | 44.093   | Q     |
| 2    | 8       | KOR Shim Suk-Hee         | 44.197   | Q     |
| 3    | 8       | AUT Veronika Windisch    | 44.586   |       |
| 4    | 8       | ITA Elena Viviani        | 44.623   |       |

#### Quartas de final
Q — classificada para as semifinais
ADV — avançou
PEN — pênalti
YC — cartão amarelo
| Pos. | Bateria | Atleta                  | Tempo    | Notas |
| ---- | ------- | ----------------------- | -------- | ----- |
| 1    | 1       | KOR Park Seung-Hi       | 43.392   | Q     |
| 2    | 1       | CAN Marianne St-Gelais  | 43.595   | Q     |
| 3    | 1       | NED Yara van Kerkhof    | 43.888   |       |
| 4    | 1       | GBR Charlotte Gilmartin | 44.279   |       |
| 1    | 2       | CHN Fan Kexin           | 43.288   | Q     |
| 2    | 2       | GBR Elise Christie      | 43.402   | Q     |
| 3    | 2       | USA Emily Scott         | 44.709   |       |
| 4    | 2       | CAN Jessica Hewitt      | 1:00.971 |       |
| 1    | 3       | CHN Liu Qiuhong         | 43.478   | Q     |
| 2    | 3       | NED Jorien ter Mors     | 43.572   | Q     |
| 3    | 3       | KOR Kim A-Lang          | 43.673   |       |
| 4    | 3       | RUS Sofia Prosvirnova   | 43.862   |       |
| 1    | 4       | ITA Arianna Fontana     | 43.405   | Q     |
| 2    | 4       | CHN Li Jianrou          | 43.486   | Q     |
| 3    | 4       | CAN Valérie Maltais     | 43.550   |       |
| 4    | 4       | KOR Shim Suk-Hee        | 43.572   |       |

#### Semifinais
QA — classificada para a final A
QB — classificada para a final B
ADV — avançou
PEN — pênalti
YC — cartão amarelo
| Pos. | Bateria | Atleta                 | Tempo    | Notas |
| ---- | ------- | ---------------------- | -------- | ----- |
| 1    | 1       | KOR Park Seung-Hi      | 43.611   | QA    |
| 2    | 1       | ITA Arianna Fontana    | 43.624   | QA    |
| 3    | 1       | CAN Marianne St-Gelais | 44.069   | QB    |
| 4    | 1       | NED Jorien ter Mors    | 44.242   | QB    |
| 1    | 2       | GBR Elise Christie     | 43.837   | QA    |
| 2    | 2       | CHN Li Jianrou         | 43.841   | QA    |
| 3    | 2       | CHN Liu Qiuhong        | 43.916   | QB    |
| 4    | 2       | CHN Fan Kexin          | 1:24.431 | QB    |

### Final

#### Final B (Consolação)
| Pos. | Atleta                 | Tempo  | Notas |
| ---- | ---------------------- | ------ | ----- |
| 4    | CHN Liu Qiuhong        | 44.188 |       |
| 5    | CHN Fan Kexin          | 44.297 |       |
| 6    | NED Jorien ter Mors    | 44.311 |       |
| 7    | CAN Marianne St-Gelais | 44.359 |       |

#### Final A
| Pos.              | Atleta              | Tempo  | Notas |
| ----------------- | ------------------- | ------ | ----- |
| Medalha de ouro   | CHN Li Jianrou      | 45.263 |       |
| Medalha de prata  | ITA Arianna Fontana | 51.250 |       |
| Medalha de bronze | KOR Park Seung-Hi   | 54.207 |       |
| 8                 | GBR Elise Christie  |        | PEN   |

Legenda
| Recorde mundial      | Recorde mundial (World record)               |                       | Recorde africano                      | Recorde africano (African) |                                           | Q | Classificado por posição (Qualified) |
| Recorde olímpico     | Recorde olímpico (Olympic record)            | Recorde da América    | Recorde da América (Americas)         | q                          | Classificado por melhor tempo (Qualified) |   |                                      |
| Melhor marca do ano  | Melhor marca do ano (World leading)          | Recorde asiático      | Recorde asiático (Asian)              | DNS                        | Não largou (Did not start)                |   |                                      |
| Recorde nacional     | Recorde nacional (National record)           | Recorde europeu       | Recorde europeu (European)            | DNF                        | Não terminou (Did not finish)             |   |                                      |
| Recorde pessoal      | Recorde pessoal do atleta (Personal best)    | Recorde da Oceania    | Recorde da Oceania (Oceania)          | DSQ / DQ                   | Desclassificado (Disqualified)            |   |                                      |
| Recorde da temporada | Recorde da temporada do atleta (Season best) | Recorde sul-americano | Recorde sul-americano (South America) | NM                         | Sem marca (No mark)                       |   |                                      |